# Дун Цічан
 Дун Цичан (董其昌, 1555 — †1636) — китайський політик, філософ, художник, колекціонер, один з провідних теоретиків живопису часів династії Мін.

## Життєпис
Дун Цичан народився 1555 року у збіднілій, але колись родовитій чиновницькій родині. Здобув гарну домашню освіту, що дозволило йому на початку 1570-х з блиском скласти столичні іспити для вищого наукового ступеня цзинь-ши, щоб доступитися до успішної кар'єри. Протягом декількох десятиліть Дун Цичан обіймав керівні посади в провінційних адміністративних органах, дослужившись до посади губернатора.
У 1621 році його викликали до столиці та призначили заступником начальника Департаменту ритуалів (Цзіньлі-бу), що дозволило Дун Цичану стати заможною людиною і зібрати велику колекцію творів мистецтва. На службі Дун Цичан намагався уникати політичних інтриг, вправлявся у поезії, каліграфії, живописі, колекціонував старожитності та здійснював подорожі, що давали йому можливість відчути себе самітником.
У періоди тривалих відставок Дун Ци-чан ревно практикував каліграфію та живопис у своєму маєтку Хуатін (сучасний Сунцзян, провінція Цзянсу), з яким пов'язана назва найзначнішого художнього напрямку кінця правління династії Мін — Сунцзян-пай, що визначила розвиток китайського мистецтва у XVII—XVIII ст.
Захоплюючись даосизмом і вченням буддистської школи чань, Дун Цичан випробував стан «раптового прозріння», але поховати себе заповідав в одіянні даоса, при цьому повністю поділяючи і конфуціанське поняття про морально-етичні цінності. Його духовні досягнення відзначали сучасники і друзі, дивуючись з того, що, не бувши буддистським ченцем, Дун Цичан досяг просвітленості, не ставши даоським адептом, збагнув принципи природності; не проповідуючи заповідей Конфуція, виховав у собі якості конфуціанської шляхетної особистості
Дун Цичан помер 1636 року.

## Творчість

### Теорія мистецтва
Найважливішими його теоретичними досягненнями є спроба осмислення закономірностей історії національного живопису, в результаті чого ним була висунута теорія «південної» (нань-цзун) і «північної» (бей-цзун) шкіл, тобто визначені два генеральні напрямки, історія розвитку яких, на думку Дун Ци-чана, і склала сутність мистецького процесу. Ним також виділена й осмислена як самостійний художній феномен традиція «живопису освічених (культурних) людей» (веньжень-хуа), тобто самодіяльна художня творчість, що протистояла офіційному мистецтву.
Ду Цичан також розробив цілісну естетичну програму, в якій порушувалися універсальні для китайської естетичної думки проблеми природи, сутності та функцій живопису. Слідом за теоретиками живопису минулих епох, насамперед Цзін Хао і Су Ши, що спиралися на натурфілософські уявлення, даоську філософію і вчення школи Чань, Дун Цичан бачив істинною метою художника не зовнішню подібність мальовничих зображень реаліям навколишньої дійсності, а проникнення в «творчу силу», духовність світобудови — єдиний, на його думку, шлях досягнення «життєвості» твору. Водночас він наполягав на «немайстерності» художника, тобто відсутності професійних навичок, оскільки твір такого майстра буде «неяскравим», позбавленим декоративності, що і характерно для «живопису освічених людей».
З іншого боку, Дун Цичан обґрунтував пріоритетне значення художнього досвіду минулого з усіма доступними його сучасникам образотворчими прийомами. Вважаючи, що кожна риса в картині має традицію, він доводив безглуздість пошуку новацій: наслідуючи творчість майстрів минулого, художник здатний увібрати в себе їхню геніальність, досягнувши з ними «духовного єднання» або «суміщення в зовнішності творів». Але Дун Цичан застерігав живописців від копіювання попередників або прямого наслідування, вимагаючи передавати закладений в шедеврах «древній сенс», в чому полягає ще один принцип його естетичної програми, що реалізовується тільки творчим шляхом унаслідок індивідуальної здатності зробити якісний «стрибок» і таким чином уникнути вторинності в мистецтві.
У результаті аналізу традиційного живопису він запропонував більш розгорнуту (в порівнянні з колишніми теоретиками, зокрема, Го Сі), класифікацію живописних тем, сюжетів, образів і для кожного виділив відомий зразок. Так, під час визначення загальних контурів ландшафту слід було використовувати прийоми Дун Юаня, сосни зображати в манері Ма Юаня, листяні дерева — у стилі Лі Чена. У результаті художник, слідуючи настановам Дун Цичана, був приречений на створення живописного «колажу», в якому авторська індивідуальність могла виявитися у виборі використовуваних художніх елементів, їх трактуваннях і принципах поєднання. Залишаючи без відповіді чисельні нагальні питання, оцінки живописного твору, теоретичні розробки Дун Цичана вимагали від критиків і знавців тих же якостей талановитості і творчої віддачі, що властиві найкращим з художників.
Принцип «вторити древнім» і розроблена на його основі естетична програма стали втіленням і теоретичним обґрунтуванням «мінського реставраціоналізма», який уже з XIV ст. охопив усі сфери культурного життя суспільства.
Свої погляди Дун Цичан виклав у трактатах «Сутність живопису» («Хуа чжи») та «Око живопису» («Хуа янь»). Також йому належать «Нотатки з кабінету живопису і медитації» («Хуа чань ши суйбі»), де він дає точні і ємні за змістом визначення окремим майстрам пензля і цілим напрямкам.

### Живопис

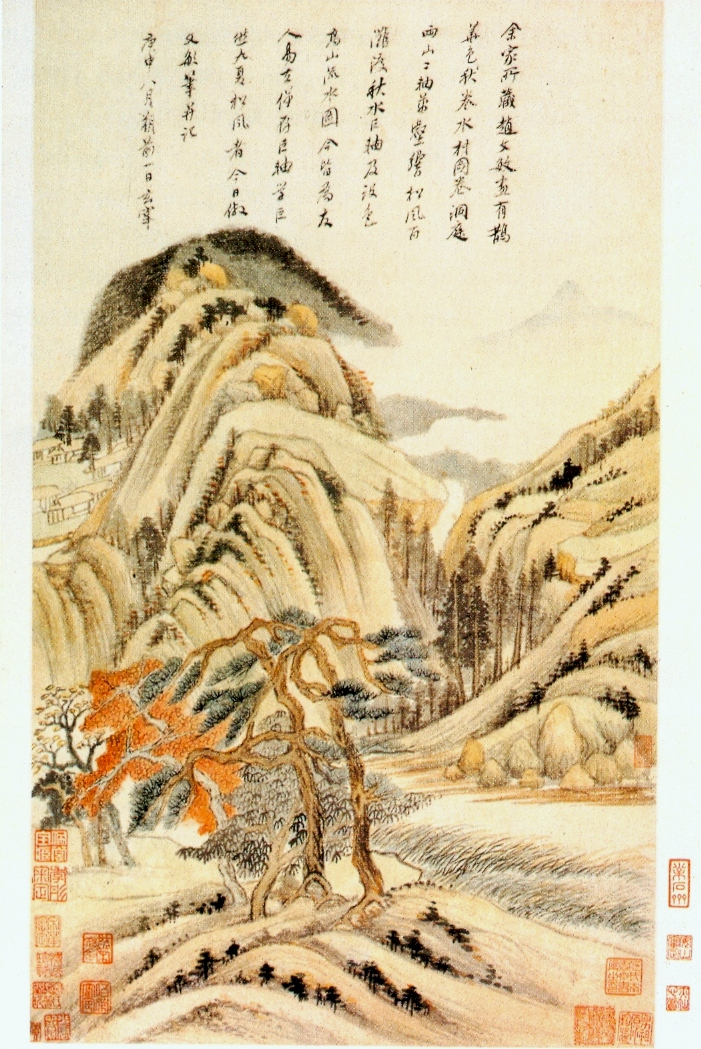
«Вісім осінніх видів»

У власному живописі Дун Цичан успішно реалізував свої естетичні вимоги, з легкістю поєднуючи манеру різних художників, уникаючи прямого наслідування окремим картинам і домагаючись ефекту оригінальності творів, зокрема в альбомних аркушах із серії «Цю сін ба цзин це» («Вісім осінніх видів», папір, туш, фарби, Шанхайський художній музей), які об'єднані насиченістю колірної гами, що передає яскравість осінніх барв.

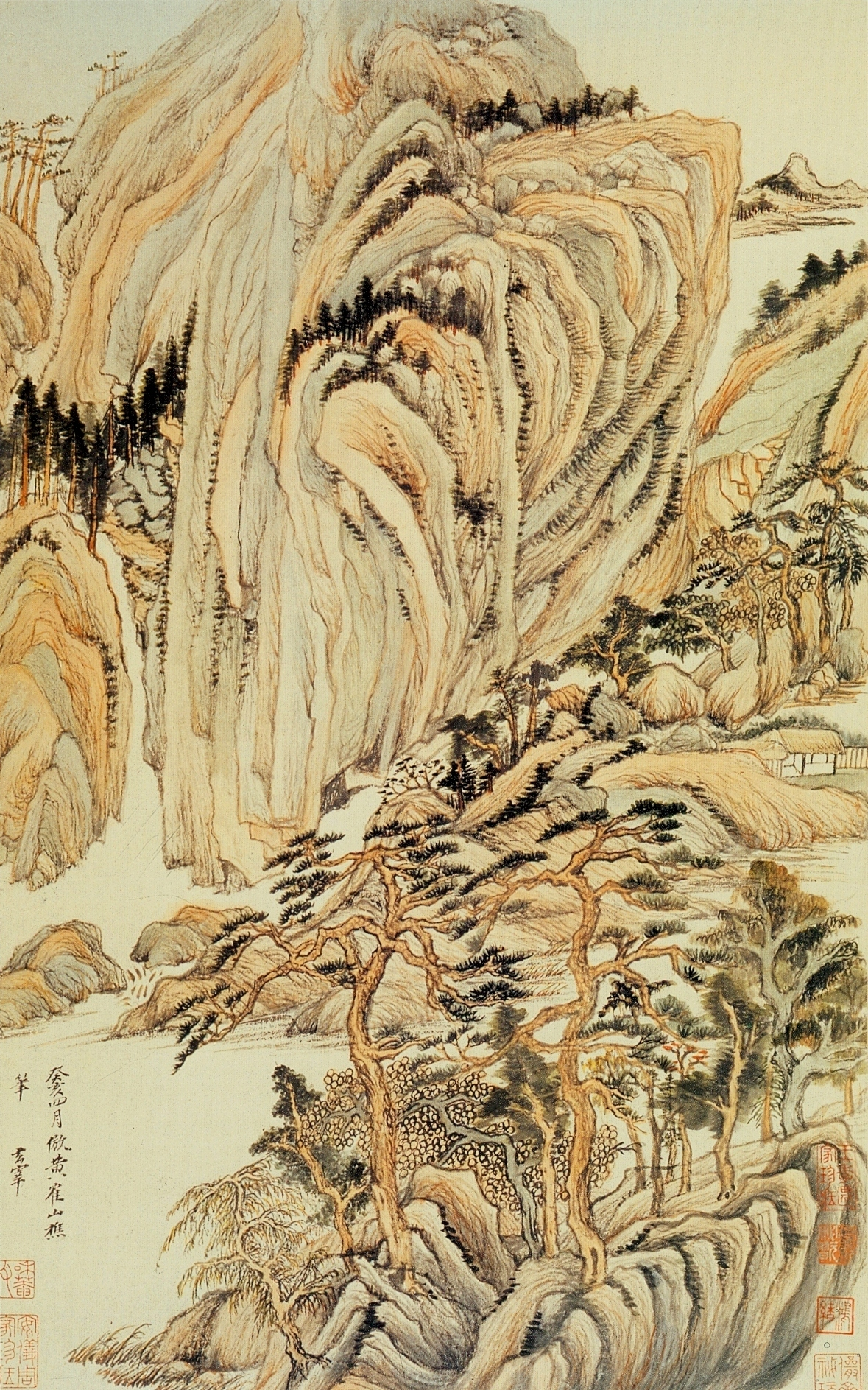
«Пейзаж у стилі Ван Мена»

До них за манерою виконання примикає альбомний аркуш «Фан Ван Мен шань-шуй» («Пейзаж у стилі Ван Мена», 62,3 x40, 6 см, папір, туш, фарби, Музей Нельсона-Аткінса, Канзас-Сіті), який вважають одним з найкращих творінь Дун Цичана. Відтворений ландшафт щодо структурної щільності й насиченості колориту відповідає стилістиці Ван Мена, але при цьому автор майстерно вводить у композицію елементи й образи, висхідні до інших художніх традицій. Так, розташовані на задньому плані гірські кручі, що складаються з шаруватих складок й обрізані верхнім краєм картини, запозичені з академічного пейзажу провідних майстрів епохи Північна Сун, а у розміщених спереду соснах з вигадливо вигнутими стовбурами безпосередньо вгадуються зразки Ма Юаня. Ритміка картини задана варіаціями силуетів гірських форм і дерев, а архаїзм та умовність пейзажу посилені насиченістю простору зображеннями, свідомою неопрацьованістю повітряного середовища та площинною у трактуваннях форм.
Інша композиція Дун Ци-чана — «Ци фен бай юнь ту» («Дивні піки, білі хмари», 65,6 х30, 4 см, папір, туш, Національний палацовий музей, Тайбей) виконана в дусі Ні Цзаня і містить елементи «туманно-хмарного стилю» (юньу-яньай). Вона зображує декілька дерев на скелястому березі, на тлі пагорбів, що зникають у тумані, притягуючи до себе лаконізмом образів й відчуттям гармонії наповненого повітрям простору.
Оригінальний сувій «Шань чуань Цюй юнь ту» («Гори і потік у хмарному серпанку, що тане», 124,1х50, 4 см, шовк, туш, фарби, Музей Гугун, Пекін), в якому Дун Цичан також звертається до «туманно-хмарномого стилю», передаючи річковий простір і гори, що просвічують крізь серпанок, однак, несподівано для традиції монохромних пейзажів, вирішує композицію в насиченій колірній гамі з використанням яскраво-зеленого кольору в кронах дерев.

### Каліграфія

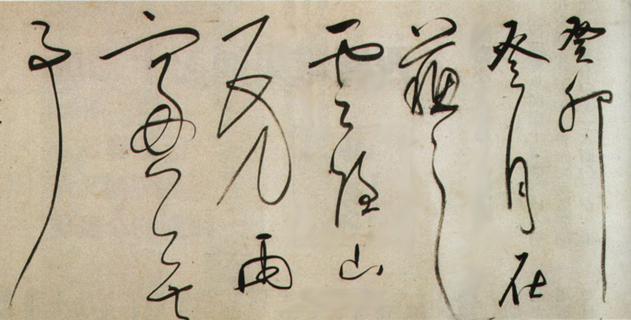
Каліграфія Дун Цичана

Дун Цичан використовував свої ідеї також у вдосконаленні каліграфії. До серйозних занять каліграфією його спонукало те, що на повітовому іспиті він поступився першістю двоюрідному братові, який мав кращу каліграфічну підготовку. Майстер копіював роботи корифеїв каліграфії протягом усього життя і був прихильником копіювання без пошуку подібності (мо-фан).
До його каліграфічних шедеврів належать такі твори, що зберігаються в Шанхайському художньому музеї: «Тянь ма фу» («Ода про небесного коня»), 1612 рік, почерку сін-шу; «Інь фу цзин», 1624 рік, почерк кай-шу і сін -шу; «Фан ге сін»(«Крокуючи, виспівую на весь голос»), 1630 рік, почерк цао-шу; «Цзи-шу чі-гао» («Власна транскрипція призначень на посади»), 1636 рік, почерк кай-шу.
Дун Цичан любив повторювати фразу, що стала у каліграфів крилатою формулою Ян Нінши: «Прагни відстояти, не прагни збігтися». Його оригінальні каліграфічні твори зазвичай являють собою блискучі імпровізації на тему стилю якогось давнього автора. У своїх скорописних шедеврах Дун Цичан демонструє феноменальну здатність до інтелектуального контролю за спонтанними проявами своїх пластичних інтуїцій. На відміну від майстрів-ексцентриків його пензель рухається з захопливим, але завжди осмисленим ризиком. Дун Цичан використовує усі крайні варіації натиску пензля: від максимально сильних ударів до ледве помітного дотику. Туш, на початку роботи густа й обтяжена вологою, до кінця стає невагомою та майже безбарвною.
Особливістю стилю Дун Цичана була широка відстань між стовпцями знаків, загострене почуття просторових осей ієрогліфів, стискання рис і їхня закрутка навколо цих осей. Опонуючи ексцентрикам, Дун Цичан вважав: «Займаючись каліграфією, необхідно контролювати межу від торкання до відриву; сам виконуй відрив, сам роби з'єднання, неприпустимо довірятися безпідставному руху пензля синь бі». Працюючи в статуті, він досягав високої концентрації внутрішньої динаміки і створював пульсуючий струм потужної енергетики, яка наповнює кожну рису, при суворому дотриманні заданих статутом нормативних форм. Дун Цичан вважав, що «Секрет каліграфії полягає в умінні витрачати і в умінні збирати енергію-ци. Якщо хоч в одному знакові парність цих двох процесів втрачена, то виходить, ніби в добі тільки день або тільки ніч, що є цілковитим нерозумінням Дао!»
Характерними особливостями каліграфії Дун Цичана також був вільний та енергійний дух у написанні ієрогліфів. Деякий час він залишався класичним у Китаї часів династії Мін. Також прихильниками стилю Дун Цічана були перші імператори з династії Цін.
Свої погляди на каліграфію він виклав у 1592 році в есе «Лунь шу хуа фа» — «Міркування про закони каліграфії і живопису».